# Петър Папанчев
Петър Папанчев е български политически и обществен деец, дългогодишен адвокат в Сливен, журналист, лидер на Народната партия, основател и редактор на вестник „Сливен“ /1894 – 1901/, народен представител от Сливен с най-дълъг парламентарен стаж.

## Биография
Петър Папанчев е роден на 27 август 1860 година в Сливен Следва право в университета в Одеса. След започване на Сръбско-българската война през 1885 година напуска университета и пристига в България, за да се включи като доброволец в Ученическия легион. След завършване на университета през 1887 година работи в Бургас като държавен адвокат. Увлечен от социалдемократически идеи, вероятно още в Русия, през 1890 г. в Сливен заедно с Никола Габровски, Тодор Постомпиров и руските поданици Попов и Квартирников основава ученолюбивото дружество „Развитие“ и става негов председател.
След падането на Стамболовото правителство през 1894 година става основател на Народната партия в Сливен, е и остава неин лидер до 1913 година. Благодарение на енергичната му дейност партията е една от най-популярните в Сливен, с голямо влияние сред населението. Папанчев многократно е избиран за народен представител, за окръжен и общински съветник. Той е народен представител в VIII, IX, XI, XIII, XV обикновено народно събрание и в V велико народно събрание. По негово предложение е прието изменение на Закона за печата от 16 декември 1887 година, известно като „Папанчевата добавка към закона за печата“, съгласно която отговорните редактори на списания и вестници трябва да имат постоянно местожителство и завършено средно образование. Предвижда се също така да се търси отговорност от редактора на вестника, даже ако авторът е известен. По ирония на съдбата през 1900 година Папанчев сам попада под ударите на този закон, и е съден „за обида на Княза“.
Петър Папанчев издава вестник „Сливен“, който е добре финансиран от народняците-фабриканти, търговци и предприемачи от Сливен и Бургас. След установяване на управлението на Народната партия през май 1894 година вестникът става печатен орган на партията в Сливен, а в отделни периоди и на същата в Югоизточна България. Вестникът е с русофилски уклон. Папанчев участва и в редактирането на опозиционния вестник „Балканска трибуна“ (1906 – 1908 г.).
Участва в доброволческия отряд „Сливница“ заедно с двамата си сина по време на Балканската война.
Умира на 3 януари 1943 г. на 85-годишна възраст.